# Ficulea blandulella
Ficulea blandulella är en fjärilsart som beskrevs av Walker 1864. Ficulea blandulella ingår i släktet Ficulea och familjen stävmalar. Inga underarter finns listade i Catalogue of Life.